# Штетл
Штетл (идиш שטעטל‎ — «городок» или еврейское местечко) — небольшое, как правило, поселение полугородского типа, с преобладающим еврейским населением в Восточной Европе в исторический период до Холокоста. Еврейские местечки находились в областях, составлявших с конца XVIII века черту оседлости в Российской империи: Царство Польское, Литва, Белоруссия, Бессарабия, а также часть территории современной Украины, которая была расположена в южных губерниях Российской империи. Языком еврейских местечек был идиш.
Образ штетла используется как метафора для обозначения традиционного образа жизни восточно-европейских евреев, их бытового и культурного уклада, а также как символ утерянного традиционного мира восточно-европейского еврейства.
Еврейские местечки изображаются, как правило[кем?], благочестивыми общинами, которые следуют законам ортодоксального иудаизма, неизменными и социально стабильными, несмотря на жизненные тяготы.
Цепь исторических событий на рубеже XIX—XX веков и последовавший за ними Холокост привели почти к полному уничтожению еврейских местечек и европейской идишской культуры. 
Места с высокой концентрацией ортодоксальных евреев восточноевропейского происхождения, такие как Кирьяс-Джоэль в США, Гейтсхед в Великобритании и еврейский район Антверпена, также иногда называют штетлами.

## История
История старейших еврейских поселений в Восточной Европе началась около тысячелетия назад. Она видела периоды относительного спокойствия, терпимости и процветания, а также периоды тягот, крайней нужды и погромов.
В XV—XVI веках еврейские местечки стали появляться на территориях, опустевших из-за набегов крымских татар, а также на землях польской короны. Как польские короли, так и польские магнаты стремились привлечь в запустевшие места, в сельскую местность переселенцев — для развития края, подъёма ремесла и торговли.
Во второй половине XIX столетия начался упадок штетлов. Этому способствовало строительство железных дорог, проходившее через небольшие города и, как следствие, изменившаяся экономическая ситуация. Увеличение количества сельских торговцев и ремесленников, улучшение транспортных средств между деревнями и городами отменили необходимость местечек, как посредников между сельскохозяйственными поселениями и торговыми центрами. Взаимная зависимость между евреями и их соседями была нарушена. Волна погромов прокатилась по всей черте оседлости в 1881—1884 годах, опираясь на попустительства и поощрения со стороны правительств. Ещё более тяжёлые волны погромов прошли в период с 1903 по 1906 год. Многочисленные нападения на евреев происходили в ходе военных действий, которые охватывали Восточную Европу в ходе Первой мировой войны, Гражданской войны в России, польско-украинской и советско-польской войны.
В свете этих событий евреи (особенно молодые) начали покидать штетлы, искать возможности для образования, занятости и карьеры в крупных городах. Политические и идеологические течения и движения начали подрывать традиционный местечковый уклад жизни, который теперь всё менее удовлетворял новые поколения. Политика царского правительства вкупе с активностью право-монархического движения во многом способствовала массовому участию евреев в революционном движении. Многие из бывших жителей местечек мечтали насладиться плодами освобождения и эмигрировать в Центральную и Западную Европу, или добраться до Америки, открывающей новые возможности — или участвовать в сионистском движении и присоединиться к первым поселенцам на Земле Израиля. После падения Российской Империи и конца господства самодержавия евреям было разрешено селиться в городах Советского Союза. В целом, начиная с конца XIX века и в первые десятилетия XX века, около двух миллионов евреев покинули черту оседлости.
С исчезновением большинства евреев Центральной и Восточной Европы в Холокосте местечко как явление перестало существовать. Общины «Эрец Штетл» были уничтожены нацистскими айнзатцгруппами в ходе массовых убийств еврейского населения во время Великой Отечественной войны, а впоследствии во время истребления в лагерях смерти как части плана «Окончательного решения еврейского вопроса».

## Культура и фольклор
Основным языком штетлов был идиш. В местечке обязательно была синагога, а управлялся штетл кагалом. В каждом местечке были школы (хедер) для еврейских детей, в которых преподавали меламеды. По обыкновению авторитетом еврейской общины пользовались раввины или цаддики, однако официально судьёй был даян. Впрочем, связь штетлов с царской администрацией осуществлял урядник. Центром местечка была базарная площадь. В местечках евреи занимались не только торговлей, но и ремеслом (евреи были молочниками и портными, мельниками и сапожниками, бондарями и кузнецами, винокурами и пивоварами), держали корчмы для путешественников. С развитием железных дорог местечки стали приходить в упадок. Праздничным временем были дни Пурима, Песаха и Рош Хашана. Из еды привычна была хлеб, лапша и клецки. Евреи старались соблюдать кашрут, поэтому ели только то мясо, которое было заготовлено специальным человеком шойхетом. Жизнь местечка глубоко проникла в произведения еврейских писателей и художников, таких как Шолом Алейхем, Ицхок Башевис-Зингер, Шмуэль Йосеф Агнон, Двора Барон, Марк Шагал, Герман Штрук. Культура идиш, расцвет которой пришёлся на 1920-е — 1930-е годы в городах Польши и Литвы, в значительной степени основана на жизненных и культурных ценностях, рождённых в еврейских местечках.
Особое место в еврейском фольклоре и народном юморе занимает город Хелм на востоке Польши. Фольклор обыгрывает его название, которое в устах еврейских жителей окрестных местечек звучало как Хе́лем, сходно с идиш חלם‎ — «сновидение, мечта». «Хелемские мудрецы» — олицетворение наивности, а Хелем — знаменитый «город мечтателей и фантазёров». Многочисленные истории рассказывают о том, как в решении стоящих перед ними задач жители Хелема прямолинейно применяют абстрактные принципы на практике, что приводит к комическим результатам. Первая литературная обработка рассказов о хелемских мудрецах была напечатана в 1867 г., её автором считается А. М. Дик.
Вымышленный городок «Касриловка» из рассказов Шолом-Алейхема, где в основном и происходят все его истории, стал символом заброшенного еврейского захолустья, где обитают «маленькие люди» с большими мечтами.

## Примеры
Самые известные еврейские местечки:
- Любавичи (идиш Любавич‎; Россия)[9]. Место жительства династии Любавических ребе, родина хасидизма.
- Хиславичи. В 1880 году в местечке Хиславичи (Хославичи) числилось "2095 мужчин, 2266 женщин, в том числе евреев обоею пола — 3642 человека (85 %).
- Бельцы (идиш בלץ‎; Молдова)[9]. Еврейское население города в XIX веке составляло 70 % от общего числа жителей.
- Бердичев (идиш בערדיטשעוו‎; Украина, Житомирская область)[5][6]. Местечко прославленно своим цаддиком Бердичевским рабби
- Броды (идиш בראָד‎; Украина, Львовская область)[5]. С названием этого местечка связана фамилия Бродский
- Воложин (идиш וואלאזשין‎; Белоруссия, Минская область)[7]. Местечко знаменито своей Воложинской иешивой.
- Гусятин (идиш הוסיאטין‎; Украина, Тернопольская область)[10]. Еврейское население города в XIX веке составляло 70 % от общего числа жителей.
- Дубно (идиш דובנא‎; Украина, Ровненская область)[5]
- Житковичи (Белоруссия, Гомельская область)[11]
- Каменец (идиш קאמעניץ‎; Белоруссия, Брестская область)[7]
- Карчев (идиш קארטשעוו‎; Польша, Мазовецкое воеводство)[5]
- Михалишки (Белоруссия, Гродненская область)[11]
- Паричи (Белоруссия, Гомельская область)[11]
- Подволочиск (идиш פּאָדוואָלאָטשיסק‎; Украина, Тернопольская область)[12]
- Проскуров (Украина, Хмельницкая область)[6]
- Сиротино (идиш סיראָטינע‎; Белоруссия, Могилевская область)[7]
- Тельшяй (идиш טעלז‎; Литва)[7]
- Тульчин (идиш טולטשין‎; Украина, Винницкая область)[10][13]
- Хотимск (Белоруссия, Могилевская область)[7]
- Хрубешув (идиш הרוביעשאוו‎; Польша, Люблинское воеводство)[5]
- Шаргород (идиш שריגרוד‎; Украина, Винницкая область)[10]
- Шклов (идиш שקלאָוו‎; Белоруссия, Могилевская область)[9] С названием этого местечка связана фамилия Шкловский
- Щедрин (идиш שצ'דרין‎; Белоруссия, Гомельская область)[14]